# Saúl Weisleder Weisleder
Saúl Weisleder (San José, 11 de octubre de 1950 (pronunciado /Vaisleder/ en fonética española) es un político, académico, economista y sociólogo costarricense. Diputado de la Asamblea Legislativa de Costa Rica en el períoo 1994-1998 por el Partido Liberación Nacional, presidió la Asamblea Legislativa en 1997.

## Biografía
Nació en San José, el 11 de octubre de 1950 de una familia de origen judío, se licenció en Economía de la Universidad de Costa Rica donde también obtuvo bachillerato en sociología. Cursó una Maestría en Filosofía en la University of Sussex, Reino Unido.
Profesor universitario de la Facultad de Ciencias Sociales de la Universidad Nacional de Costa Rica, de la cual fue decano. Ha sido consultor bancario y financiero.
Está casado con Rebeca Grynspan Mayufis.

## Libros publicados
- Utopía, Sociedad y Bienestar
- El Sector Privado y el Ajuste Estructural
- Economía Política del Subdesarrrollo
- Ciencia Natural y Ciencia Social